# Seznam minerálů, C–F
Není možné zde prezentovat úplný seznam minerálů, protože Komise pro nové minerály a názvy minerálů (CNMMN) při Mezinárodní mineralogické asociaci (IMA), která nové minerály a změny v názvosloví schvaluje, každý rok přidává nové. U názvů minerálů jsou doplněny značky pro status názvu (platný – neplatný nerost)
Úplný přehled minerálů z května 2008

## Vysvětlivky
(označení u názvu minerálu):
- A – schválený (approved)
- D – zrušený (discredited)
- G – uznané nerosty popsané před založením komise (grandfathered)
- H – hypotetický (hypothetical)
- I – přechodný člen (intermediate member)
- N – neschvalovaný komisí pro nové minerály a názvy minerálů
- Q – sporný (questionable)
- Rd – redefinovaný se schválením komise (redefined)
- Rn – přejmenovaný se schválením komise (renamed)

Z důvodu rozsáhlosti je seznam rozdělen: A–B – C–F – G–J – K–M – N–R – S–U – V–Ž

## Ca–Cd
1. A Cabriit – Pd2SnCu
2. G Cadwaladerit – Al(OH)2Cl.4H2O
3. A Cafarsit – Ca8(TiFe2+Fe3+Mn)6-7-(AsO3)12.4H2O
4. A Cafetit – Ca(FeAl)2Ti4O12.4H2O
5. A Cahnit – Ca2B(AsO4)(OH)4
6. G Calaverit – AuTe2
7. A Calderit – Mn32+Fe23+(SiO4)3
8. A Caledonit – Cu2Pb5(SO4)3(CO3)(OH)6
9. G Calkinsit-(Ce) – (CeLa)2(CO3)3.4H2O
10. G Callaghanit – Cu2Mg2(CO3)-(OH)6.2H2O
11. A Calumetit – Cu(OH,Cl)2.2H2O
12. A Calzirtit – Ca2Zr5TiO16
13. A Cameronit – Cu7AgTe10
14. A Campigliait – Cu4Mn(SO4)2-(OH)6.4H2O
15. A Canafit – CaNa2P2O7.4H2O
16. A Canasit – (NaK)6Ca5Si12O30(OH,F)4
17. A Canavesit – Mg2(CO3)(HBO3).5H2O
18. A Canfieldit – Ag8(SnGe)S6
19. A Cannizzarit – Pb4Bi5S11,5
20. A Cappelenit-(Y) – Ba(YLa)6Si3B6O24F2
21. A Caracolit – Na3Pb2(SO4)3Cl
22. A Caratiit – K4Cu4O2(SiO4)4.(NaCu)Cl
23. A Carboirit – Fe2+(AlGa)2-GeO5(OH)2
24. A Carletonit – KNa4Ca4(CO3)4Si8O18(OH,F).H2O
25. A Carlfrieseit – CaTe24+Te6+O8
26. A Carlhintzeit – Ca2AlF7.H2O
27. A Carlinit – Tl2S
28. A Carlosturanit – (MgFe-Ti)21[Si12O28(OH)4](OH)30.H2O
29. A Carlsbergit – CrN
30. G Carnalit – KMgCl3.6H2O
31. G Carnotit – K2(UO2)2(VO4)2.3H2O
32. G Carobbiit – KF
33. A Carrboydit – (NiCu)14Al9(SO4-CO3)6(OH)43
34. A Carrollit – Cu(CoNi)2S4
35. A Cascandit – CaScSi3O8(OH)
36. A Cassidyit – Ca2(MgNi)(PO4)2.2H2O
37. A Cassedannéit – Pb5(CrO4)2(VO4)2.H2O
38. A Caswellsilverit – NaCrS2
39. A Cattierit – CoS2
40. A Cavansit – Ca(VO)(Si4O10).4H2O
41. A Caysichit-(Y) – (YCa)4-Si4O10(CO3)3.4H2O

## Ce–Cm
1. A Cebollit – Ca4Al2Si3O12(OH)2
2. G Celestin – SrSO4
3. A Celsian – BaAl2Si2O8
4. G Cerianit-(Ce) – CeO2
5. A Ceriopyrochlor-(Ce) – (CeCaY)2(NbTa)2O6(OH,F)
6. A Cerit-(Ce) – (CeCa)9(MgFe2+)Si7-(O,OH,F)28
7. A Cerotungstit-(Ce) – CeW2O6(OH)3
8. A Ceruleit – Cu2Al7(AsO4)4(OH)13.12H2O
9. A Ceruleolaktit – (Ca,Cu)Al6(PO4)4(OH)8.4-5H2O
10. G Cerusit – PbCO3
11. A Cervandonit-(Ce) – (CeNdLa)(Fe3+Fe2+Ti4+Al)3-SiAs(SiAs)O13
12. A Cervantit – Sb3+Sb5+O4
13. A Cesanit – Ca2Na3(SO4)3(OH)
14. A Cesarolit – PbH2Mn3O8
15. A Cesbronit – Cu5(TeO3)2(OH)6.2H2O
16. A Cesiumkupletskit – (CsKNa)3-(MnFe2+)7(TiNb)2Si8O24(O,OH,F)7
17. A Cesplumtantit – (CsNa)2(PbSb3+)3Ta8O24
18. A Cesstibtantit – (CsNa)SbTa4O12
19. A Cetineit – (KNa)3+x(Sb2O3)3-(SbS3)(OH)x.(2,8-x)H2O
20. G Cín – Sn
21. G Cinabarit – HgS
22. A Cinvaldit – K(LiFe2+Al)3(SiAl)4O10(F,OH)2
23. A Clairit – (NH4)2Fe3(SO4)4(OH)3.3H2O
24. A Clarait – (CuZn)3(CO3)(OH)4.4H2O
25. A Claringbullit – Cu4Cl(OH)7.0,5H2O
26. G Clarkeit – (NaCaPb)2U2(O,OH)7
27. G Claudetit – As2O3
28. G Clausthalit – PbSe
29. A Cliffordit – UTe3O9

## Co–Cz
1. A Coalingit – Mg10Fe23+(CO3)(OH)24.2H2O
2. A Coconinoit – Fe23+Al2-(UO2)2(PO4)4(SO4)(OH)2.20H2O
3. A Coesit – SiO2
4. A Coffinit – USiO4
5. A Cohenit – Fe3C
6. A Cochromit – (CoNiFe2+)(CrAl)2O4
7. G Colemanit – Ca2B6O11.5H2O
8. A Collinsit – Ca2(MgFe)(PO4)2.2H2O
9. G Coloradoit – HgTe
10. A Colquiriit – LiCaAlF6
11. G Colusit – Cu26V2(AsSnSb)6S32
12. A Comancheit – Hg132+(Cl,Br)8O9
13. A Combeit – Na2Ca2Si3O9
14. A Comblainit – Ni62+Co33+(CO3)(OH)19.10H2O
15. A Compreignacit – K2(UO2)6O4(OH)6.8H2O
16. A Congolit – (Fe2+MgMn)3B7O13Cl
17. G Connellit – Cu19(SO4)(OH)32Cl4.3H2O
18. A Cookeit – LiAl4(Si3Al)O10(OH)8
19. A Cooperit – PtS
20. G Copiapit – (FeMg)Fe43+(SO4)6(OH)2.20H2O
21. G Coquimbit – Fe2(SO4)3.9H2O
22. A Corderoit – Hg3S2Cl2
23. A Cordierit – (MgFe)2Al3(AlSi5O18)
24. A Corkit – PbFe33+(SO4)(PO4)(OH)6
25. G Cornetit – Cu3(PO4)(OH)3
26. A Cornubit – Cu5(AsO4)2(OH)4
27. A Cornwallit – Cu5(AsO4)2(OH)4.H2O
28. A Coronadit – Pb(Mn4+Mn2+)8O16
29. A Cosalit – Pb2Bi2S5
30. A Costibit – CoSbS
31. G Cotunnit – PbCl2
32. A Coulsonit – Fe2+V23+O4
33. A Cousinit – MgU24+(OH)6(MoO4)2.2H2O
34. A Covellin – CuS
35. A Cowlesit – Ca(Al2Si3O10).5-6H2O
36. A Coyoteit – NaFe3S5.2H2O
37. G Crandallit – CaAl3(PO4)2(OH5).H2O
38. A Creaseyit – Pb2Cu2Fe23+Si5O17.6H2O
39. A Crednerit – CuMnO2
40. G Creedit – Ca3Al2(SO4)(F,OH)10.2H2O
41. A Criddleit – TlAg2Au3Sb10S10
42. A Crichtonit – (SrTrPb)(TiFe)21O38
43. A Cristobalit – SiO2
44. A Cronstedtit – Fe22+Fe3+(SiFe3+)2O5(OH)4
45. A Crookesit – TlCu7Se4
46. A Crossit – Na2(MgFe2+)3(AlFe3+)2Si8O22(OH)2
47. A Cualstibit – Cu6Al3(SbO4)(OH)12.10H2O
48. A Cubanit – CuFe2S3
49. A Cumengit – Pb21-Cu20Cl42(OH)40
50. A Cummingtonit – (MgFe2+Mn)7Si8O22(OH)2
51. A Curetonit – Ba4Al3-Ti(PO4)4(O,OH)6
52. A Curienit – Pb(UO2)2(VO4)2.5H2O
53. G Curit – Pb2U5O17.4H2O
54. G Cuspidin – Ca4Si2O7(F,OH)2
55. A Cuzticit – Fe23+Te6+O6.3H2O
56. A Cylindrit – Pb3Sn4FeSb2S14
57. A Cymrit – BaAl2Si2(O,OH)8.H2O
58. G Cyrilovit – NaFe33+(PO4)2(OH)4.2H2O

## Č
1. A Čaroit – (Ca,Na)2(KSrBa)(SiAl)4O10(OH,F)
2. A Čatkalit – Cu6Fe2+Sn2S8
3. A Čechit – Pb(Fe2+Mn2+)(VO4)(OH)
4. A Čechovičit – Bi2Te4O11
5. A Čelkarit – Ca3Mg4(B6O16)Cl.19H2O
6. A Čeralit – (CaCeTh)(P,Si)O4
7. A Čerepanovit – RhAs
8. A Čermíkit – (NH4)Al(SO4)2.12H2O
9. A Černikovit – (H3O)2(UO2)2(PO4).6H2O
10. A Černovit-(Y) – Y(AsO4)
11. A Černychit – (BaNaK)(V1,43+Al0,6)(SiAl)4O10
12. A Černýit – Cu2CdSnS4
13. A Česnokovit – Na2[SiO2(OH)2].8H2O
14. A Čevkinit-(Ce) – (CaCeTh)4-(FeMg)2(TiFe3+)3Si4O22
15. A Čkalovit – Na2BeSi2O6
16. A Čuchrovit-(Ce) – Ca3(CeNd)Al2(SO4)F13.10H2O
17. A Čuchrovit-(Y) – Ca3-(YCe)Al2(SO4)F13.10H2O
18. A Čursinit – Hg31+Hg33+(AsO4)2
19. A Čvilevait – Na(CuFeZn)2S2

## Da–Dj
1. A Dadsonit – Pb23Sb25ClS60
2. A Dachiardit – (CaNa2K2)5(Al10Si38O96.25H2O
3. G Dalyit – K2ZrSi6O15
4. A Damarait – Pb3O2(OH)Cl
5. A Damiaoit – PtIn2
6. G Danalit – (FeMnZn)4Be3(SiO4)3S
7. A Danbait – CuZn2
8. A Danburit – CaB2Si2O8
9. A Danielsit – (CuAg)14HgS8
10. A Dannemorit – Mn2Fe5Si8O22(OH)2
11. G D'ansit – Na21Mg(SO4)10Cl3
12. A Daomanit – CuPtAsS2
13. A Daqingshanit-(Ce) – (SrCaBa)3(CeLa)(PO4)(CO3)3-x(OH,F)
14. A Darapiozit – (KNa)3Li(MnZn)2ZrSi12O30
15. A Darapskit – Na3(SO4)(NO3).H2O
16. A Daškovait – Mg(HCOO)2.2H2O
17. G Datolit – CaB(SiO4)(OH)
18. G Daubréeit – BiO(OH,Cl)
19. G Daubréelit – FeCr2S4
20. A Davanit – K2TiSi6O15
21. A Davidit-(Ce) – Ce(Y,U)Fe2(Ti,Fe,Cr,V)18(O,OH,F)38
22. A Davidit-(La) – (LaCe)(YU)(TiFe3+)20(O,OH)38
23. Rn Davidit-(Y) – (Y,U)(Ti,Fe3+)21O38
24. A Davreuxit – MnAl6Si4)O17(OH)2
25. A Davyn – (NaCaK)8Al6Si6O24(Cl,SO4,CO3)2-3
26. A Dawsonit – NaAl(CO3)(OH)2
27. A Deanesmithit – Hg1+2Hg2+3S2O(CrO4)
28. A Decrespignyit-(Y) – Y4Cu(CO3)4Cl(OH)5.2H2O
29. A Deerit – (Fe2+Mn)6(Fe3+Al)3Si6O20(OH)5
30. A Defernit – Ca6(CO3)2-x(SiO4)(OH)(Cl,OH)1-2x
31. A Delafossit – Cu1+Fe3+O2
32. A Delessit – (Fe2+Fe3+MgAl)6(SiAl)4O10(O,OH)8
33. A Delhayelit – (NaK)10Ca5Al6Si32O80(Cl2,F2,SO4)3.18H2o
34. A Deliensit – Fe2+(UO2)2(SO4)2(OH)2.3H2O
35. A Delindeit – (NaK)2,7(BaCa)4(TiFe)6Si8O26(OH)14
36. A Dellait – Ca6Si3O11(OH)2
37. A Dellaventurit – NaNa2(MgMn32LiTi4+)Si8O22O2
38. A Deloneit-(Ce) – NaCa3Ce(PO4)3F
39. A Deloryit – Cu4(UO2)Mo2O8(OH)6
40. A Delrioit – CaSrV2O6(OH)2.3H2O
41. A Delvauxit – CaFe3+4(PO4,SO4)2(OH)8.4-6H2O
42. A Demartinit – K2SiF6
43. A Demesmaekerit – Pb2Cu5(UO2)2(SeO3)6(OH)6.2H2O
44. A Denisovit – Ca4(K1,4Na0,6)Si6O16(F,OH)
45. A Denningit – (MnZn)Te2O5
46. A Derbylit – Fe3+4Ti3Sb3+O13(OH)
47. A Derriksit – Cu4(UO2)(SeO3)2(OH)6
48. A Dervillit – Ag2AsS2
49. A DesautelsitMg6Mn2(CO3)(OH)16.4H2O
50. G Descloizit – Pb(ZnCu)VO4(OH)
51. A Despujolsit – Ca3Mn(SO4)2(OH)6
52. A Dessanit-(Y)g – Sr(Y,U,Mg)Fe2(Ti,Fe,Cr,V)18(O,OH)38
53. A Destinezit – Fe3+2(PO4)(SO4)(OH).6H2O
54. A Devillin – Cu4Ca(SO4)2(OH)6.3H2O
55. A Deweylit – směs serpentinového a mastkového minerálu 1:1 či 2:1
56. G Dewindtit – Pb(UO2)2(PO4)2.3H2O
57. G Diaboleit – Pb2CuCl2(OH)4
58. G Diadochit – Fe3+2(PO4)(SO4)(OH).5H2O
59. G Diaforit – Ag3Pb2Sb3S8
60. G Diamant – C
61. A Diaoyudavit – NaAl11O17
62. G Diaspor – α-AlO(OH)
63. A Dickinsonit – KNa4Ca(FeMn)14Al(PO4)12(OH,F)2
64. A Dickit – Al2Si2O5(OH)4
65. A Dickthomssenit – MgV2O6.7H2O
66. A Dienerit – Ni3As
67. G Dietrichit – (ZnFeMn)Al2(SO4)4.22H2O
68. G Dietzeit – Ca2(IO3)2(CrO4)
69. G Digenit – Cu9S5
70. A Dimorfit – As4S3
71. A Dingdaohengit-(Ce) – Ce4Fe2+Ti3O8(Si2O7)2
72. G Dinit – C20H36
73. A Diomignit – Li2B4O7
74. A Diopsid – Ca(MgFe2+AlFe3+)(SiAl)2O6
75. G Dioptas – CuSiO2(OH)2
76. A Direnzoit – NaK6MgCa2(Al13Si47)O120.36H2O
77. A Dissakisit-(Ce) – CaCeMgAl2(Si2O7)(SiO4)O(OH)
78. A Dissakisit-(La) – CaLaAl2MgSi3O12(OH)
79. A Dittmarit – (NH4Mg(PO4).H2O
80. A Diversilit-(Ce) – Na2Ba6Ce2Fe2+Ti3Si12O36(OH)10.nH2O
81. A Dixenit – Cu1+Mn2+14Fe3+(As3+O)5(SiO4)2(As5+O4)(OH)6
82. A Djerfisherit – K6(CuFeNi)25S26Cl
83. A Djurleit – Cu1,96S či Cu31S16

## Do–Dž
1. A Dmisteinbergit – CaAl2Si2O8
2. G Dolerofanit – Cu2(SO4)O
3. Rn Dollaseit-(Ce) – Ca(CeLaNd)Mg2AlSi3O11(OH,F)
4. G Dolomit – CaMg(CO3)2
5. A Doloresit – H8V6O16
6. A Domeykit-alfa – Cu3As
7. A Domeykit-beta – Cu3As
8. A Donathit – (Fe2+Mg)(CrFe3+)2O4
9. G Donbasit – (AlFe3+Mg)4-6(Si3Al)O10(OH)8
10. A Donharrisit – Ni8Hg3S9
11. A Donnayit-(Y) – NaCaSr3Y(CO3)6.3H2O
12. A Donpeacorit – (MnMg)MgSi2O6
13. A Dorallcharit – TlFe3+3(SO4)2(OH)6
14. A Dorfmanit – Na2HPO4.2H2O
15. A Dorrit – Ca2(MgFe3+)6(Al4Si2)O20
16. G Douglasit – K2Fe2+Cl4.2H2O
17. A Dovyrenit – Ca6ZrSi4O14(OH)4
18. A Downeyit – SeO2
19. A Doyleit – Al(OH)3
20. A Dozyit – Mg7Al2(Si4Al2)O15(OH)12
21. A Dravit – NaMg3Al6(BO3)3Si6O18(OH)4
22. A Dresserit – BaAl2(CO3)2(OH)4.H2O
23. A Dreyerit – BiVO4
24. A Drugmanit – Pb2(FeAl)(PO4)2(OH).H2O
25. A Drysdallit – Mo(Se,S)2
26. A Dualit – Na30(Ca,Na,Ce,Sr)12(Na,Mn,Fe,Ti)6Zr3Ti3MnSi51O144(OH,H2O,Cl)9
27. A Dufrenit – Fe2+Fe3+4(PO4)3(OH)5.2H2O
28. A Dufrénoyisit – Pb2As2S5
29. G Duftit – PbCu(AsO4)(OH)
30. A Dugganit – Pb3Zn3(Te6+O6)(AsO4)(OH)3
31. A Duhamelit – Cu4Pb2Bi(VO4)4(OH)3.8H2O
32. A Dukeit – Bi3+24Cr6+8O57(OH)6.3H2O
33. G Dumontit – Pb2(UO2)3(PO4)2O2.5H2O
34. G Dumortierit – Al7(BO3)(SiO4)3O3
35. A Dundasit – PbAl2(CO3)2(OH)4.H2O
36. G Durangit – NaAl(AsO4)F
37. A Duranusit – As4S
38. A Dusmatovit – K(K,Na)2(Mn,Zr,Y)2(Zn,Li)3Si12O30
39. A Dussertit – BaFe3+3(AsO4)2(OH)5
40. A Duttonit – V4+O(OH)2
41. A Dwornikit – NiSO4.H2O
42. A Dypingit – Mg5(CO3)4(OH)2.5H2O
43. A Dyskrazit – Ag3Sb
44. A Džalindit – In(OH)3
45. A Džanggunit – Mn4+5(Mn2+Fe2+)O8(OH)6
46. A Džarkenit – FeSe2
47. A Džimboit – Mn3B2O6
48. A Džohačidolit – CaAlB3O7
49. A Džokokuit – MnSO4.5H2O

## E
1. A Eakerit – Ca2Sn(Al2Si6O18)(OH)2.2H2O
2. G Earlandit – Ca3(C6H5O7)2.4H2O
3. A Earlshannonit – MnFe3+2(PO4)2(OH)2.4H2O
4. A Eckermanit – NaNa2Mg4AlSi8O22(OH)2
5. A Ecandrewsit – (ZnFe)TiO3
6. A Eclarit – (CuFe)Pb9Bi12S28
7. A Edenharterit – TlPbAs3S6
8. A Edenit – NaCa2Mg5(Si7Al)O22(OH)2
9. A Edgarbeileyit – Hg1+6Si2O7
10. A Edgarit – FeNb3S6
11. A Edingtonit – Ba2(Al4Si6O20).8H2O
12. A Edoylerit – H2+3(Cr6+O4)S2
13. A Efesit – NaLiAl2(Si2Al2)O10(OH)2
14. A Effenbergerit – BaCuSi4O10
15. A Efremovit – (NH4)2Mg2(SO4)3
16. A Eggletonit – (NaKCa)2(MnFe)8(SiAl)12O29(OH)7.11H2O
17. A Egirin – (NaCa)(Fe3+MgFe2+)(Si2O6)
18. R Egirin-Augit
19. D Egirin-Hedenbergit
20. D Egirit
21. A Eglestonit – Hg6Cl3O(OH)
22. A Ehrleit – Ca4Be2Zn2(PO4)6.9H2O
23. A Eifelit – KNa3Mg4Si12O30
24. A Eitelit – Na2Mg(CO3)2
25. A Ekanit – ThCa2Si8O20
26. A Ekaterinit – Ca2B4O7(Cl,OH)2.2H2O
27. A Ekatit – (Fe3+,Fe2+,Zn)12(AsO3)6(AsO3,SiO3OH)2(OH)6
28. A Ekdemit – Pb6As3+2O7Cl4
29. A Elbait – Na(LiAl)3Al6(BO3)3Si6O18(OH)4
30. A Ellenbergit – (MgTi)2Mg6Al6(Si,P)2Si6O28(OH)10
31. A Ellestadit – Ca5(SiO4,SO4,PO4)(OH,F,Cl)
32. A Ellisit – Tl3AsS3
33. G Elpasolit – K2NaAlF6
34. A Elpidit – Na2ZrSi6O15.3H2O
35. A Elsmoreit – WO3.0,5H2O
36. A Elyit – Pb4Cu(SO4)(OH)8
37. A Embreyit – Pb5(CrO4)2(PO4)2.H2O
38. ? Embolit – přechodný člen řady chlorargyrit – bromargyrit
39. A Emeleusit – Na4Li2Fe3+2Si12O30
40. A Emilit – Cu10,7Pb10,7Bi21,3S48
41. A Emmonsit – Fe3+2Te4+3O9.2H2o
42. A Emplektit – CuBiS2
43. A Empressit – Ag2-xTe1+x
44. A Enargit – Cu3AsS4
45. A Englishit – K3Na2Ca10Al15(PO4)21.(OH)7.26H2O
46. A Enigmatit – Na2Fe2+5Ti2+O2(Si6O18)
47. A Enstatit – Mg2(Si2O6)
48. A Eosforit – MnAl(PO4)(OH)2.H2O
49. A Epididymit – NaBeSi3O7(OH)
50. A Epidot – Ca2(Fe3+Al)Al2(SiO4)(Si2O7)O(OH)
51. A Epistilbit – Ca(Al2Si6O16).5H2O
52. A Epistolit – Na2(NbTi)2Si2O9.nH2O
53. G Epsomit – Mg(SO4).7H2O
54. A Ercitit – NaMn3+PO4(OH).2H2O
55. A Erdit – NaFeS2.2H2O
56. G Ericait – (Fe2+Mn)3B7O13Cl
57. A Ericssonit – BaMn2FeO(Si2O7)(OH)
58. R Erinit
59. A Eriochalcit – CuCl2.2H2O
60. A Erionit – (K2CaNa2)2(Al4Si14O36).15H2O
61. A Erlianit – (Fe2+Fe3+Mg)24Fe3+12Si36O90(OH,O)48
62. A Erlichmanit – OsS2
63. A Ernigglüt – Tl2SnAs2S6
64. A Ernstit – Mn2+Fe3+Al(PO4)(OH)2O
65. A Eršovit – K3Na4(Fe,Mn,Ti)2Si8O20(OH,O)4.4H2O
66. A Ertixiit – Na2Si4O9
67. R Erugit – Ni9(AsO4)3O4
68. G Erytrin – Co3(AsO4)2.8H2O
69. A Erytrosiderit – K2Fe3+Cl5.H2O
70. A Eschynit-(Ce) – (CeCaFeTh)(TiNb)2(O,OH)6
71. A Eschynit-(Nd) – (NdCeCa)(TiNb)2(O,OH)6
72. R Eschynit-(Y) – (YCaFeTh)(TiNb)2(O,OH)6
73. A Eskebornit – CuFeSe2
74. A Eskimoit – Pb10Ag7Bi15S36
75. A Eskolait – Cr2O3
76. A Esperanzit – NaCa2Al2(AsO4)2F4(OH).2H2O
77. A Esperit – (CaPb)Zn(SiO4)
78. A Esseneit – CaFe3+AlSiO6
79. A Ettringit – Ca6Al2(SO4)(OH)12.26H2O
80. A Eudialyt – Na6Ca3(FeMn)<2(ZrNb)<2(Si3O9)(Si9O25)(OH)Cl0,5
81. A Eudidymit – NaBeSi3O7(OH)
82. A Eugenit – Ag11Hg2
83. A Eugsterit – Na4Ca(SO4)3.2H2O
84. A Euchlorin – (KNa)8(Cu9(SO4)10(OH)6
85. G Euchroit – Cu2(AsO4)(OH).3H2O
86. G Eukairit – CuAgSe
87. A Euklas – BeAlSiO4(OH)
88. A Eukryptit – LiAlSiO4
89. A Eulytin – Bi4(SiO4)3
90. A Euxenit-(Y) – (YCaCeUTh)(NbTiTa)2O6
91. G Evansit – Al3(PO4)(OH)6.6H2O
92. A Eveit – Mn2(AsO4)(OH)
93. A Evenkit – C24H50
94. A Eveslogit – (Ca,K,Na,Sr,Ba)48(Ti,Nb,Fe,Mn)12(OH)12Si485O144(OH,F,Cl)14
95. A Ewaldit-(Y) – Ba(CaYNaK)(CO3)2
96. A Eylettersit – (ThPb)1-xAl3(PO4,SiO4)2(OH)6
97. A Eyselit – Fe3+Ge34+O7(OH)
98. A Ezcurrit – Na4B10O17.7H2O
99. A Eztlit – Fe3+6Pb2(Te6+O6)(OH)10.8H2O

## Fa–Fh
1. A Fabianit- CaB3O5(OH)
2. G Faheyit – (MgMg)Fe3+2Be2(PO4)4
3. A Fahleit – Zn5CaFe3+2(AsO4)6.14H2O
4. A Fairbankit – PbTeO3
5. A Fairfieldit – Ca2(MnFe)(PO4)2.2H2O
6. G Fairchildit – K2Ca(CO3)2
7. A Falcondoit – (NiMg)4Si16O15(OH)2.6H2O
8. A Famatinit – Cu3SbS4
9. A Fangit – Tl3AsS4
10. G Farmakolit – CaH(AsO4).2H2O
11. A Farmakosiderit – KFe4(AsO4)3(OH)4.6H2O
12. A Farnesiet – Na46Ca10(Si42Al42)O148(SO4)12.6H2O
13. A Farringtonit – Mg3(PO4)2
14. A Faujasit – (Na2Ca)(Al2Si4O12).8H2O
15. G Faustit – (ZnCu)Al6(PO4)4(OH)8.4H2O
16. A Fayalit – Fe2SiO4
17. A Fedorit – (NaK)Ca(SiAl)4(O,OH)10.1,5H2O
18. A Fedorovskit – Ca2Mg2(B4O7)(OH)6
19. A Fedotovit – K2Cu3(SO4)3O
20. A Feinglosit – Pb2(Zn,Fe)[(As,S)O4].H2O
21. A Feitknechtit – β-MnO(OH)
22. A Feklichevit – Na11Ca9(Fe3+,Fe2+)2Zr3Nb(Si25O73)(OH,H2O,Cl,O)5
23. A Felbertalit – Cu2Pb6Bi8S19
24. A Felsöbanyait – Al4(SO4)(OH)10
25. G Fenakit – Be2SiO4
26. A Fenaksit – KNaFeSi4O10.0,5H2O
27. A Fencooperit – Ba6Fe3+3Si8O23(CO3)2Cl3.H2O
28. A Fenikochroit – Pb2(CrO4)O
29. G Ferberit – FeWO4 (krajní člen řady ferberit–hübnerit)
30. A Ferdisilicit – FeSi2
31. G Ferganit – LiH(UO2)4(OH)4(VO4)2.2H2O
32. A Fergusonit-alfa-(Y) – YNbO4
33. A Fergusonit-beta-(Ce) – (CeLaNd)NbO4
34. A Fergusonit-beta-(Nd) – (NdCe)NbO4
35. A Fergusonit-beta-(Y) – YNbO4
36. A Ferchromid – Cr1,5Fe0,5-x
37. A Feriallanint-(Ce) – CaCe(Fe3+,Fe2+,Al)3(SiO4)(Si2O7)O(OH)
38. A Feriannit – K(Fe2+Mg)3(Fe3+Al)Si3O10(OH)2
39. A Feribarroisit – CaNa(Fe2+Mg)3Fe3+2AlSi7O22(OH)2
40. G Fericopiapit – Fe3+Fe3+4(SO4)O(OH).20H2O
41. A Feridravit – (NaK)(MgFe2+)3Fe3+6(BO3)3Si6O18(O,OH)4
42. A Feriferobarroisit – CaNaFfe2+3Fe3+2(Si7Al)O22(OH)2
43. A Feriferotschermakit – Ca2Fe2+3Fe3+2(Si6Al2)O22(OH)2
44. A Ferihydrit – 5Fe3+2.O3.9H2O
45. A Ferikatoforit – Na2Ca(Fe2+Mg)4Fe3+(Si7Al)O22(OH)2
46. A Feriklinoferoholmquistit – Li2(Fe3+2Fe2+3)Si8O22(OH)2
47. A Ferilotharmaeyerit – Ca(Zn,Cu)(Fe3+,Zn)(AsO4)2(OH,H2O)
48. A Ferimagnesiotaramit – NaCaNaMg3Fe3+2(Si6Al2)O22(OH)2
49. A Ferimolybdit – Fe3+2(MoO4)3.8H2O
50. A Ferinatrit – Na3Fe3+(SO4)3.3H2O
51. A Feriottoliniit – NaLi(Fe3+2Mg3]Si8O22(OH)2
52. A Feripyrofylit – Fe2(Si4O10)(OH)2
53. A Ferisicklerit – Li(Fe3+Mn2+)(PO4)
54. A Feristrunzit – Fe3+2(PO4)2(OH)2[(H2O)5(OH)]
55. A Ferisymplezit – Fe3+3(AsO4)2(OH)3.5H2O
56. A Feritaramit – Na(CaNa)(Fe2+,Mg)3Fe3+2(Si6Al2)O22(OH)2
57. G Feritungstit – (WFe3+)(O,OH)2
58. A Feriwhittakerit – Na(NaLi)(Mg2Fe3+2Li)Si8O22(OH)2
59. A Feriwinchit – NaCaMg4Fe3+Si8O22(OH)2
60. A Fermorit – (CaSr)5(AsO4,PO4)3(OH)
61. A Fernandinit – CaV4+2V5+10O30.14H2O
62. A Feroaktinolit – Ca2Fe2+5Si8O22(OH)2
63. A Feroalluaudit – (NaCa)Fe2+)(Fe2+MnFe3+Mg)2(PO4)3
64. A Feroaluminoceladonit – K2Fe2+2Al2Si8O20(OH)4
65. A Feroantofylit – Fe2+7Si8O22(OH)2
66. A Feroaxinit – Ca2Fe2+Al2BSi4O15(OH)
67. A Ferobarroisit – NaCa(Fe2+Mg)3Al2(Si7Al)O22(OH)2
68. A Ferobustamit – Ca(FeCaMn)Si2O6
69. A Feroceladonit – K2Fe2+Fe3+Si8O20(OH)4
70. A Feroeckermannit – NaNa2Fe2+4AlSi8O22
71. G Feroedenit – NaCa2Fe2+5(Si7Al)O22(OH)2
72. G Ferogedrit – Fe2+5Al2(Si6Al2)O22(OH)2
73. A Feroglukofán – Na2Fe2+3Al2Si8O22(OH)2
74. A Ferohexahydrit – FeSO4.6H2O
75. A Feroholmquistit – Li2F2+3Al2Si8O22(OH)2
76. A Ferohornblend – Ca2Fe2+4Al(Si7Al)O22(OH)2
77. A Ferokaersutit – NaCa2Fe2+4Ti(Si6Al2(O+OH)24
78. A Ferokarfolit – (Fe2+Mg)Al2Si2O6(OH)4
79. A Ferokentbrooksit – Na15Ca6(Fe,Mn)3Zr3NbSi25O73(O,OH,H2O)3(Cl,F,OH)2
80. A Ferokësterit – Cu2(Fe,Zn)SnS4
81. A Ferokinošitalit – BaFe2+3(Si2Al2)O10(OH)2
82. A Feroklinoholmquistit – Li2Fe2+3Al2Si8O22(OH)2
83. A Ferolaueit – Fe2+Fe3+2(PO4)2(OH)2.8H2O
84. A Feroleakeit – NaNa2Fe2+3Fe3+2LiSi8O22(OH)2
85. A Feroniklplatina – Pt2FeNi
86. A Feronordit-(Ce) – Na3SrCeFeSi6O17
87. A Feronordit-(La) – Na3Sr(La,Ce)FeSi6O17
88. A Feronyboit – NaNa2Fe2+3Al2(Si7Al)O22(OH)2
89. A Feopargasit – NaCa2Fe2+4Al(Si6Al2)O22(OH)2
90. A Feropyrosmalit – Fe2+8Si6O15(OH2,Cl)10
91. A Ferorhodsit – (Fe,Cu)(Ph,Ir,Pt)2S4
92. A Ferorichterit – Na2CaFe2+5Si8O22(OH)2
93. A Feroselit – FeSe2
94. A Ferorosemaryit – NaFe2+Fe3+Al(PO4)3
95. A Ferosaponit – Ca0,3(Fe2+,Fe3+,Mg)(SiAl)4O10(OH)2.4H2O
96. A Ferosilit – Fe2(Si2O6)
97. A Feroskutterudit – FeAs3
98. A Ferostrunzit – Fe2+Fe3+2(PO4)2(OH)6.6H2O
99. A Ferotapiolit – (FeMn)(TaNb)2O6
100. A Ferotitanowodginit – FeTiTa2O8
101. A Ferotschermakit – Ca2(Fe2+Mg)3(Fe3+Al)2(Si6Al2)O22(OH)2
102. A Ferotychit – Na6Fe2+2(SO4)(CO3)4
103. A Ferowinchit – NaCaFe4(Fe3+Al)Si8O22(OH)2
104. A Ferowodginit – FeSnTa2O8
105. A Ferowyllieit – (NaCaMn)(Fe2+Fe3+Mg)Al(PO4)3
106. A Feroxyhit – delta-FeO(OH)
107. A Ferrarisit – Ca5H2(AsO4)4.9H2O
108. G Ferrazit – (PbBa)3(PO4)2.8H2O
109. A Ferrierit – (NaK)2Mg(Al3Si15O36)(OH).9H2O
110. G Ferruccit – NaBF4
111. A Fersilicit – FeSi
112. A Fersmanit – (CaNa)4(TiNb)2Si2O11(F,OH)2
113. A Fersmit – (CaTRTh)(NbTaTi)2(O,OH,F)6
114. A Feruvit – (Ca,Na)(Fe,Mg,Ti)3(Al,Mg,Fe)6(BO3)3Si6O18(OH)4
115. A Fervanit – Fe3+4(VO4)4.5H2O
116. A Fetiasit – (Fe2+,Fe3+,Ti4+)3O2(As3+2O5)
117. A Fettelit – Ag24HgAs5S20

## Fi–Fz
1. A Fianelit – Mn2+2V5+(V5+,As5+)O7.2H2O
2. A Fibroferit – Fe3+4(VO4)4.5H2O
3. G Fiedlerit – Pb3(OH)2Cl4
4. G Fichtelit – C18H32
5. A Filatovit – K(Al,Zn)2(As,Si)2O8,
6. A Filipstadit – (MnMg)2(Sb5+Fe3+)O4
7. A Fillowit – Na2Ca(MnFe)7(PO4)6
8. A Fingerit – Cu11O2(VO4)6
9. A Finnemanit – Pb5(AsO3)3Cl
10. A Fischesserit – Ag3AuSe2
11. A Fizélyit – Pb14Ag5Sb21S48
12. A Flagstaffit – C10H18(OH)2.H2O
13. A Fleischerit – Pb3Ge(SO4)2(OH)6.3H2O
14. A Fletcherit – Cu(NiCo)2S4
15. A Flinkit – Mn3(AsO4)(OH)4
16. A Flogopit – KMg3(Si3Al)O10(OH,F)2
17. A Florencit-(Ce) – CeAl3(PO4)2(OH)6
18. A Florencit-(La) – (LaCe)Al3(PO4)2(OH)6
19. A Florencit-(Nd) – (NdCe)Al3(PO4)2(OH)6
20. A Florenskyit – (Fe,Ni)TiP
21. A Florensovit – Cu(CrSb)2S4
22. A Fluckit – CaMnH2(AsO4)2.2H2O
23. A Fluellit – Al2(PO4)F2(OH).7H2O
24. A Fluoborit – Mg3(BO3)(F,OH)3
25. A Fluocerit-(Ce) – (CeLa)F3
26. A Fluocerit-(La) – (LaCe)F3
27. A Fluorannit – KFe2+3AlSi3O10F2
28. A Fluorapatit – Ca5(PO4)3F
29. A Fluorapofylit – KCa4Si8O20F.8H2O
30. A Fluorarrojadit – (BaFe)Na2CaBaFe2+(Fe2+,Mn,Mg)13Al(PO4)11(PO3OH)(F,OH)2
31. A Fluorbritholit-(Ce) – (Ca,Ce,La,Na)5(SiO4,PO4)3(OH,F)
32. A Fluorcafit – (Ca,Sr,Ce,Na)5(PO4)3F
33. A Fluorcalciobritholit – (Ca3Ce2)[(SiO4)(PO4)]F
34. A Fluorellestadit – Ca5(SiO4,PO4,SO4)3(F,OH,Cl)
35. A Fluorit – CaF2
36. A Fluorocannilloit – CaCa2(Mg4Al)Si5Al3O22F2
37. A Fluoroedenit – NaCa2Mg5Si7AlO22(F,OH)2
38. A Fluoroferoleakeit – NaNa2(Fe2+2Fe3+2Li)Si8O22F2
39. A Fluoroflogopit – KMg3(Si3Al)O10F2
40. A Fluoromagnesioarfvedsonit – NaNa2(Mg,Fe2+)4Fe3+Si8O22(F,OH)2
41. A Fluoromagnesioastingsit – NaCa2(Mg4Fe3+)(Si6Al2)O22F2
42. A Fluoronyboit – NaNa2(Al2Mg3)(Si7Al)O22(F,OH)2
43. A Fluoropargasit – NaCa2(Mg4Al)Si6Al2O22F2
44. A Fluoropotassichstingsit – KCa2Fe2+2Mg2Fe3+(Si6Al2)O22F2
45. A Fluoropotassicrichterit – KNaCaMg5Si8O22F2
46. A Fluororichterit – Na2Ca(Mg,Fe)5(Si8O22)(F,OH)2
47. A Fluorthalenit-(Y) – Y3Si3O10F
48. A Fluorvesuvianit – Ca19(Al,Mg)13(SiO4)10(Si2O7)4(F,OH)10
49. A Foitit – Na<0,5(Fe2+,Al)3Al6Si6O18(BO3)3(OH)4
50. A Foggit – CaAl(PO4)(OH)2.H2O
51. A Fontanit – Ca[(UO2)3(CO3)2O2].6H2O
52. A Foordit – SnNb2O6
53. A Footemineit – Ca2Mn2+5Be4(PO4)6(OH)4.6H2O
54. A Formanit-(Y) – Y(TaNb)O4
55. A Formicait – Ca(HCOO)2
56. A Fornacit – Pb5Cu(AsO4)(CrO4)(OH)
57. A Forsterit – Mg2SiO4
58. A Fosfamit – (NH4)2HPO4
59. A Fosfoferit – (FeMn)3(PO42.3H2O
60. A Fosfofibrit – KCuFe3+15(PO4)12(OH)12.12H2O
61. G Fosfofylit – Zn2(FeMn)(PO4)2.4H2O
62. G Fosfor – P
63. A Fosfoellenbergerit – Mg14(PO4)6(PO3OH,CO3)2(OH)6
64. A Fosfogartrellit – PbCuFe3+(PO4)2(OH,H2O)2
65. A Fosforrösslerit – MgH(PO4).7H2O
66. A Fosfosiderit – Fe3+(PO4).2H2O
67. G Fosfovanadylit – (Ba,Ca,K,Na)x[(V,Al)4P2(O,OH)16].12H2O
68. A Fosfowalpurgit – (UO2)Bi4(PO4)O4.2H2O
69. G Fosfuranylit – Ca(UO2)3(PO4)2(OH)2.6H2O
70. G Fosgenit – Pb2(CO3)Cl2
71. A Foshagit – Ca4(Si3O9)(OH)2
72. G Foshallasit – Ca3Si2O7.3H2O
73. A Fosinait – Na3(CaCe)(PO4,SiO4)
74. A Fougérit – (Fe2+,Mg)6Fe3+2(OH)18.4H2O
75. A Fourmarierit – Pb(UO2)4O3(OH)4.4H2O
76. A Fraipontit – (ZnAl)3(SiAl)2O5(OH)4
77. A Francevillit – Ba(UO2)2(VO4)2.5H2O
78. A Francisit – Cu3Bi(SeO3)2O2Cl
79. A Franciscanit – Mn6(V,?)2Si2(O,OH)14
80. A Franckeit – Pb5Sn3Sb2S14
81. A Francoanellit – H6K3Al5(PO4)8.13H2O
82. A Françoisit-(Nd) – (NdSmY)(UO2)3O(PO4)2(OH).6H2O
83. A Franconit – Na2Nb4O11.9H2O
84. A Frankamenit – K3Na3Ca5(Si12O30)[F,(OH)]4.H2O
85. A Frankdicksonit – BaF2
86. A Frankhawthorneit – Cu2Te6+O4(OH)2
87. A Franklinfilit – KMn8(SiAl)12(O,OH)36.nH2O
88. A Franklinfurnaceit – Ca2Fe3+Mn2+3Mn3+Zn2Si2O10(OH)8
89. G Franklinit – (ZnMn2+Fe2+)(Fe3+Mn3+)2O4
90. A Fransoletit – H2Ca3Be2(PO4)4.4H2O
91. A Franzinit – (NaCa)7(SiAl)12O24(SO4,CO3,OH,Cl)3.H2O
92. G Freboldit – γ-CoSe
93. A Fredrikssonit – Mg2Mn3+(BO3)O2
94. A Freedit – Pb8Cu1+(AsO3)2O3Cl5
95. A Freibergit – (AgCuFe)12Sb4S13
96. A Freieslebenit – AgPbSbS3
97. A Fresnoit – Ba2Ti(Si2O7)O
98. A Freudenbergit – Na2(TiFe)8O16
99. A Friedelit – Mn8Si6O15(OH,Cl)10
100. A Friedrichit – Pb5Cu5Bi7S18
101. G Fritzscheit – Mn(UO2)2(VO4)2.10H2O
102. A Frohbergit – FeTe2
103. G Frolovit – CaB2(OH)8
104. G Frondelit – (Mn2+Fe2+)Fe3+4(PO4)3(OH)5
105. A Froodit – PdBi2
106. A Fuenzalidait – K3Na5Mg5(IO3)6(SO4)6.6H2O
107. A Fukalit – Ca4Si2O6(CO3)(OH,F)2
108. A Fukučilit – (Cu,Fe)S2
109. A Fülöppit – Pb3Sb8S15
110. A Furalumit – Al2(UO2)3(PO4)2(OH)6.10H2O
111. A Furcalit – Ca2(UO2)3(PO4)2(OH)4
112. A Furongit – Al2(UO2)3(PO4)2(OH)2.8H2O
113. A Furutobeit – (CuAg)6PbS4
114. G Fyloretin – C18H18
115. A Fylotungstit – CaFe3H(WO4)6.10H2O